# Dor neurogênica

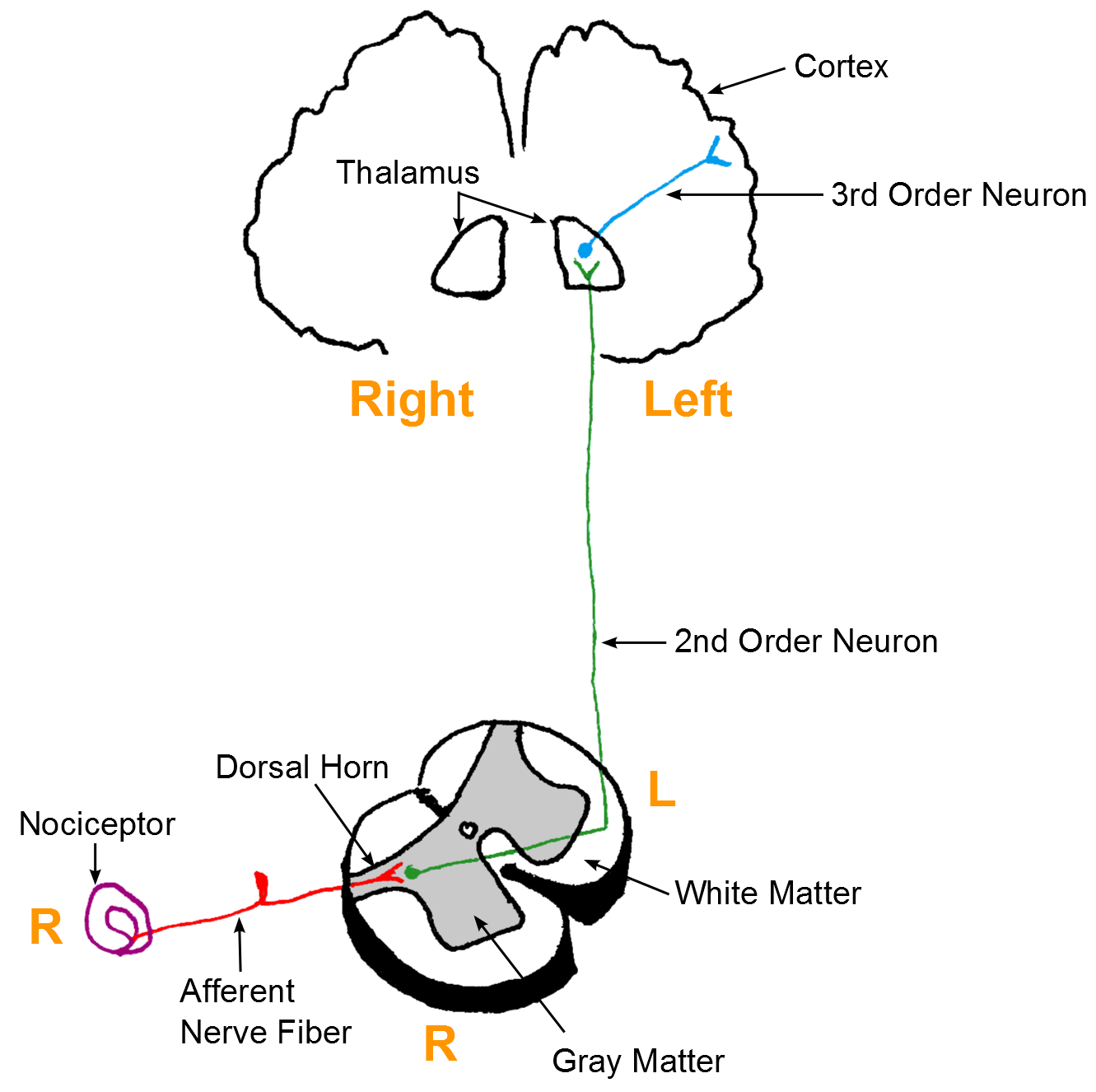
Via termoalgésica, ascendente, espinotalâmica (em inglês)

Dor neurogênica (do grego -genesis, origem) é uma sensação desagradável originada diretamente por lesão do sistema nervoso. Pode ser uma sensação queimante se afeta uma das vias termoalgésicas, uma sensação perfurante se afeta uma das vias tácteis ou um formigamento ou dormência se afeta uma das vias protopáticas.

## Tipos
Pode ser dividida em três tipos:
- Dor neuropática: Quando a dor é originada nos nervos (sistema nervoso periférico), por exemplo por compressão do nervo por efeito de massa ocupante como hérnia de disco, tumor, trauma físico ou inflamação. Exemplos: neuralgia do trigêmeo e neuropatia diabética.
- Dor central: quando afeta o encéfalo ou medula espinhal. Exemplos: AVC doloroso e migrânea.
- Dor por desaferentação: Causada pela perda ou interrupção das vias sensoriais aferentes. A ausência de inibição causa uma hipersensibilidade com ativação espontânea das vias dolorosas. Exemplo: Membro fantasma e dor com lesão medular.

Este tipo de dor manifesta-se de várias formas, como uma sensação em queimadura, aguda, penetrante; como um choque eléctrico, dolorida, pulsátil, esmagadora; como uma dor de dentes ou como uma queimadura solar. Sendo que a pessoa tem a sensação de que a dor foi induzida na superfície da pele. Pode até criar sensações diferentes na mesma pessoa.

## Causas
A dor neuropática normalmente não tem uma causa óbvia. Algumas causas comuns de dor neuropática incluem:
- Acidente vascular cerebral
- Alcoolismo
- Amputação
- AIDS
- Avitaminose B
- Compressão de nervo ou da medula espinal
- Câncer e metástases
- Diabetes mellitus
- Esclerose múltipla
- Herpes simples
- Iatrogênica, principalmente pós-cirúrgica
- Neurotoxinas
- Radiação
- Sífilis
- Quimioterapia
- Tireotoxicose
- Varicela-zóster

## Fisiopatologia
Numa pessoa saudável, a medula espinhal tem uma função inibitória ou de filtro que actua contra a condução destes estímulos. Porém se houver lesão dos nervos esta função deixa de funcionar com fiabilidade. O efeito inibitório de certos tractos nervosos deixam de estar intactos e as fibras A e C podem bombardear o cérebro com sensações desagradáveis e dolorosas. A consequência é um fluxo de informação cansativo e quase contínuo.
Este facto explica porque é que os analgésicos convencionais frequentemente não são eficazes na dor neuropática.

## Tratamento
A dor neuropática pode ser muito difícil de tratar, com apenas 40% a 60% das pessoas obtendo alívio parcial.
O tratamento farmacológico mais usado são:
- Anticonvulsivantes (pregabalina e gabapentina)
- Antidepressivos
  - antidepressivos tricíclicos (como amitriptilina e imipramina)
  - inibidores de recaptação de serotonina e noradrenalina (como venlafaxina e duloxetina)
- Lidocaína e outros analgésicos tópicos

Não são de primeira linha, mas também são usados:
- Anti-inflamatórios não esteroides (como aspirina e ceterolaco)
- Antagonistas dos receptores NMDA (como quetamina e dextrometorfano)
- Opioides (como codeína e morfina)
- Canabinoides [5]

Estímulos elétricos com neuromoduladores, cirurgias para descompressão ou dissecção do nervo e injeções de Botox também podem ser usados para tratar dor neurogênica.